# Viktor Janukovitj
Viktor Fjodorovitj Janukovitj  Viktor Fjodorovitj Janukovitj ? (ukrainsk: Віктор Федорович Янукович, russisk: Виктор Фёдорович Янукович; født 9. juli 1950 i Zjukovka, Donetsk oblast) er en ukrainsk politiker for Regionernes Parti. Han blev den 7. februar 2010 valgt som Ukraines fjerde præsident. Han besad embedet fra februar 2010, indtil han blev afsat i februar 2014 i forbindelse med Euromajdan-opstanden i Kyiv i 2014. Han lever i dag i eksil i Rusland og er i Ukraine dømt for højforræderi.
Janukovitj var i tre perioder premierminister. Mellem 1997 og 2002 var han guvernør i Donetsk oblast i den østlige del af landet.
Ved Ukraines præsidentvalg i 2004 blev Janukovitj erklæret som officiel vinder af begge de første valgrunder (afholdt 31. oktober og 21. november). Janukovitj blev dog anklaget for valgsvindel, og hans modstander, Viktor Jusjtjenko, nægtede at acceptere valgresultatet. Valgobservatører rapporterede bl.a., at der har været vælgere, som kunne stemme flere gange på Janukovitj, og at der var stemmebokse, hvor stemmerne var våde, når de skulle optælles efter at nogen havde hældt syre ned i stemmeboksen, som fik stemmerne til at være ugyldige. Som følge af dette startede omfattende nationale og internationale protester, som førte til, at der blev afholdt omvalg den 26. december 2004, som oppositionslederen Viktor Jusjtjenko vandt med god margin. Fem dage senere annoncerede Janukovitj sin afgang som premierminister.
Janukovitj, som har russisk som modersmål, regnes som politisk Ruslandsorienteret, i modsætning til den vestligorienterede Jusjtjenko.

## Valget i 2010
Janukovitj var kandidat til præsidentvalget i Ukraine 2010. I første valgomgang 17. januar fik han 35,3 % af stemmerne og gik videre til anden valgomgang 7. februar. Janukovitj fik i anden valgomgang 49 % af stemmerne, med 45,5 % for Julia Timosjenko. Han blev 25. februar 2010 indsat som Ukraines præsident for perioden 2010 til 2015.

## Efter urolighederne i Kyiv
Janukovitj blev dog afsat som præsident i 2014 efter mange protester, som var resultat af, at Janukovitj havde indgået en samarbejdsaftale med Rusland i stedet for EU. Janukovitj er nu i eksil i Rusland, fordi han er eftersøgt i Ukraine for landsforræderi.